# Oscar Cavagnis
Oscar Cavagnis (né le 12 décembre 1974 à Bergame et mort le 19 mai 2021) est un coureur cycliste italien, professionnel de 1998 à 2002.

## Biographie
Il meurt le 19 mai 2021 dans une avalanche sur le Gran Zebrù.

## Palmarès

### Palmarès amateur
- 1996
  - Trophée Mario Zanchi
  - Prologue du Tour des régions italiennes (contre-la-montre par équipes)
  - 2e du Grand Prix de Poggiana
  - 2e de Florence-Empoli
  - 3e de Pistoia-Livourne
- 1997
  - Grand Prix Industrie del Marmo
  - 5e étape du Tour des Abruzzes
  - 2ea étape du Tour du Tessin
  - 2e du Tour du Tessin
  - 2e du Tour de Nouvelle-Calédonie
  - 3e du Trophée Taschini
  - 3e de la Cronoscalata Gardone Val Trompia-Prati di Caregno

### Palmarès professionnel
- 1998
  - 5e et 9ea étapes de la Course de la Paix
- 2000
  - 1re étape du Memorial Cecchi Gori
  - 2e du Tour de Campanie
  - 3e de la Route Adélie
- 2002
  - 2e du Poreč Trophy 3

## Résultats sur les grands tours

### Tour d'Italie
1 participation
- 2002 : 120e